# Тегра
Tegra („Тегра“) е серия микрочипове от типа едночипова система (SoC), разработена от Nvidia за вграждане в мобилни устройства като смартфони, персонални компютри и мобилни интернет устройства.
Tegra интегрира в структурата си ARM архитектура, централен процесор (CPU), графичен процесор (GPU), и контролер върху една обща структура. Ранните серии на Tegra SoCs са проектирани като ефективни мултимедийни процесори, докато по-новите модели наблягат на производителността при видеоигрите, без да се жертва енергийната ефективност.

## История
Tegra APX 2500 е обявен за производство на 12 февруари 2008 г. Продуктовата линия Tegra 6xx е разкрита на 2 юни 2008 г. и APX 2600 са обявени през февруари 2009 г. Първоначално чиповете APX са предназначени за смартфони, а чиповете Tegra 600 и 650, са предназначение за мобилни интернет устройства и MID смартфони.
Първият продукт, който използва Tegra, е медийният плейър на Microsoft през септември 2009 г., следван от M1 на Samsung.
През септември 2008 г. Nvidia и Opera Software създадат версия на браузъра Опера, оптимизирана за Tegra на Windows Mobile и Windows CE.
На Световния конгрес за мобилни технологии през 2009 г. Nvidia представя Tegra в съчетание с Google (Android). На 7 януари 2010 г. Nvidia официално обявява и демонстрира новото си поколение системни чипове Tegra, „Nvidia Tegra 250“, в Consumer Electronics Show 2010.
Nvidia основно поддържа Android с Tegra 2, но е възможно зареждане на други ARM-поддържащи операционни системи на устройства, където преинсталирането е достъпно. Tegra 2 поддържа и операционната система Linux; разпространението също е обявено на форума за разработчици на Nvidia. Nvidia обяви първия многоядрен процесор SoC на събитие във Барселона през февруари 2011 г. Въпреки че чипът е с кодово име Кал-Ел, по-късно той е преименуван като Tegra 3. Ранните тестови продукции показват впечатляващи резултати, много над Tegra 2 и чипът се вгражда в много от таблетите, произведени в средата на 2011 г.
През януари 2012 г. Nvidia обявява, че Audi ще използва процесора Tegra 3 за своите системи за интелигентно заснемане на автомобили и дисплеи за цифрови инструменти. Процесорът е интегриран в цялата гама автомобили на Audi по целия свят. Той е сертифициран под ISO 26262. През лятото на 2012 г. Tesla Motors започна да вгражда чипа във всички електрически, висококачествени електромобили, който съдържа два модула NVIDIA Tegra 3D Visual Computing (VCM). Един VCM задвижва 17-инчовата система за инфо-развлекателни системи, а един управлява 12-инчовия цифров инструментален клъстер.
През март 2015 г. Nvidia обявява Tegra X1, първият SoC, който има графично представяне на 1 терабайт. По време на обявяването Nvidia демонстрира работата на Tegra X1. На 20 октомври 2016 г. Nvidia съобщава, че хибридната портативна игрова конзола на Nintendo ще бъде поддържана от хардуера на Tegra.